# チョートゥー石
チョートゥー石（チョートゥーせき、チャートゥーアイト、英語: kyawthuite、ビルマ語: ကျော်သူအိုက်）はビスマスとアンチモンを主成分とする非常に希少な酸化鉱物で、化学式はBi3+Sb5+O4 。赤みがかったオレンジ色を呈し、ダイヤモンド光沢を有する。

## 解説
チョートゥー石は様々な宝石鉱物が採れることで有名なミャンマーのモゴックで発見された。2010年に他の鉱物に混じって採取されたが、調べてみると既存のどの鉱物とも一致しないことが判明し、その後のX線解析により、触媒に使用されるアンチモン酸ビスマスと同じ構造を持つことが確認され、2015年に新鉱物に認定されたという経緯がある。
名前はミャンマーの鉱物学者・岩石学者・宝石学者であるチョー・トゥー博士にちなむ。
この鉱物は現在、世界で一つしか発見されておらず、カットされた標本がロサンゼルス自然史博物館に保管されている。